# Lista przewodniczących Senatu (Francja)

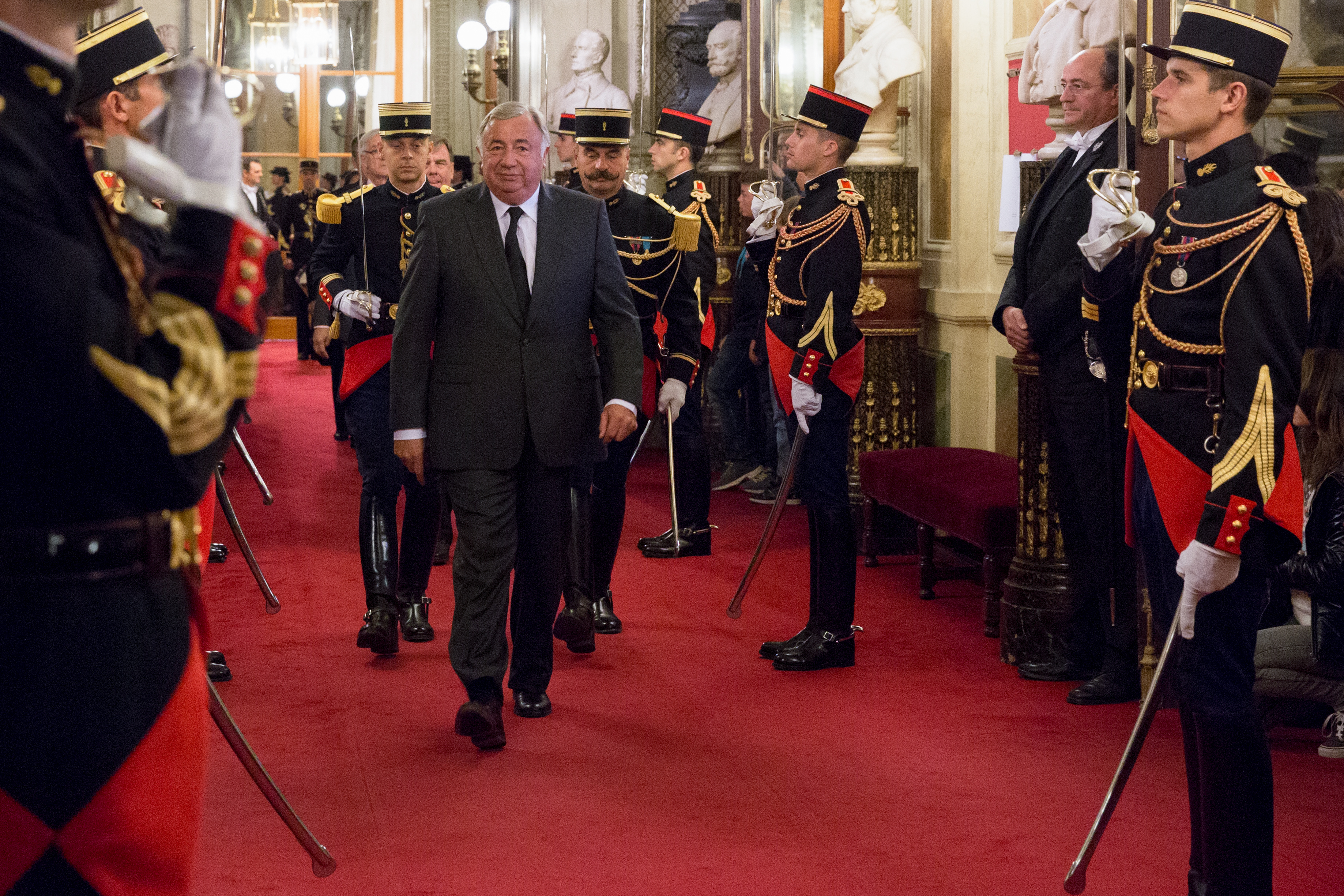
Gérard Larcher, przewodniczący Senatu w latach 2008–2011 i od 2014 r.

Poniżej znajduje się lista przewodniczących Senatu Francji oraz powiązanych izb.
Senat, podobnie jak parlament w ogóle, nie istniał w ramach królewskich, absolutnych rządów ancien régime. Pierwszy raz izba wyższa pojawiła się w tzw. konstytucji dyrektorialnej z 1795 roku pod nazwą Rady Starszych. W 1799 roku, po przewrocie 18 brumaire’a Napoleona Bonaparte wyższą izbę parlamentu nazwano Senatem. Funkcjonował on w latach 1799–1804 w ramach systemu konsulatu oraz w latach 1804–1814 podczas cesarstwa francuskiego z Napoleonem Bonaparte jako cesarzem. Po restauracji Burbonów i wydaniu Karty Konstytucyjnej Senat został zastąpiony przez Izbę Parów. Został natomiast przywrócony w latach 1852–1870 na mocy konstytucji II Cesarstwa. Po kilkuletniej przerwie funkcjonował ponownie w latach 1875–1940 na mocy konstytucji III Republiki. Po upadku III Republiki w 1940 roku Senat przestał funkcjonować, a w nowej IV Republice zastąpiono go Radą Republiki. Został przywrócony i istnieje w obecnej formie od 1958 roku, na mocy konstytucji V Republiki.

## Chronologiczna lista przewodniczących izby wyższej parlamentu francuskiego

### Dyrektoriat(1795–1799)
Przewodniczący Rady Starszych
| #    | Imię i Nazwisko                                           | Portret | Kadencja             | Kadencja             |
| #    | Imię i Nazwisko                                           | Portret | Od                   | Do                   |
| ---- | --------------------------------------------------------- | ------- | -------------------- | -------------------- |
| 1    | Claude Antoine Rudel (1719–1807)                          |         | 28 października 1795 | 28 października 1795 |
| 2    | Louis-Marie de La Révellière-Lépeaux (1753-1824)          |         | 28 października 1795 | 2 listopada 1795     |
| 3    | Pierre-Charles-Louis Baudin (1748–1799)                   |         | 2 listopada 1795     | 23 listopada 1795    |
| 4    | François Denis Tronchet (1726–1806)                       |         | 23 listopada 1795    | 22 grudnia 1795      |
| 5    | Théodore Vernier (1731–1818)                              |         | 22 grudnia 1795      | 22 stycznia 1796     |
| 6    | Guillaume François Charles Goupil de Préfelne (1727–1801) |         | 22 stycznia 1796     | 20 lutego 1796       |
| 7    | Claude Ambroise Régnier (1736–1814)                       |         | 20 lutego 1796       | 21 marca 1796        |
| 8    | Jacques Antoine Creuzé-Latouche (1749–1800)               |         | 21 marca 1796        | 20 kwietnia 1796     |
| 9    | Jean-Barthélemy Lecouteulx de Canteleu (1749–1818)        |         | 20 kwietnia 1796     | 20 maja 1796         |
| 10   | Charles François Lebrun (1739–1824)                       |         | 20 maja 1796         | 19 czerwca 1796      |
| 11   | Jean Étienne Marie Portalis (1746–1807)                   |         | 19 czerwca 1796      | 19 lipca 1796        |
| 12   | Jean Dussaulx (1728–1799)                                 |         | 19 lipca 1796        | 18 sierpnia 1796     |
| 13   | Honoré Muraire (1750–1837)                                |         | 18 sierpnia 1796     | 23 września 1796     |
| 14   | Roger Ducos (1747–1816)                                   |         | 23 września 1796     | 22 października 1796 |
| 15   | Jean-Girard Lacuée (1752–1841)                            |         | 22 października 1796 | 21 listopada 1796    |
| 16   | Jean-Jacques Bréard (1751–1840)                           |         | 21 listopada 1796    | 21 grudnia 1796      |
| 17   | Boniface Paradis (1751–1823)                              |         | 21 grudnia 1796      | 20 stycznia 1797     |
| 18   | Sébastien Ligeret de Beauvais (1736–1797)                 |         | 20 stycznia 1797     | 19 lutego 1797       |
| 19   | Joseph Clément Poullain de Grandprey (1744–1826)          |         | 19 lutego 1797       | 21 marca 1797        |
| 20   | Jean François Bertrand Delmas (1751–1798)                 |         | 21 marca 1797        | 20 kwietnia 1797     |
| 21   | Edme-Bonaventure Courtois (1754–1816)                     |         | 20 kwietnia 1797     | 20 maja 1797         |
| 22   | François Barbé-Marbois (1745–1837)                        |         | 20 maja 1797         | 19 czerwca 1797      |
| 23   | Louis Bernard de Saint-Affrique (1744–1825)               |         | 19 czerwca 1797      | 19 lipca 1797        |
| 24   | Pierre Samuel du Pont de Nemours (1739–1817)              |         | 19 lipca 1797        | 18 sierpnia 1797     |
| 25   | André-Daniel Laffon de Ladebat (1746–1829)                |         | 18 sierpnia 1797     | 4 września 1797      |
| 26   | Jean-Antoine Marbot (1754–1800)                           |         | 6 września 1797      | 23 września 1797     |
| 27   | Emmanuel Crétet (1747–1809)                               |         | 23 września 1797     | 22 października 1797 |
| 28   | Jean-Pierre Lacombe-Saint-Michel (1751–1812)              |         | 22 października 1797 | 21 listopada 1797    |
| 29   | Jean François Philibert Rossée (1745–1832)                |         | 21 listopada 1797    | 21 grudnia 1797      |
| 30   | Jean-Baptiste Marragon (1741–1829)                        |         | 21 grudnia 1797      | 20 stycznia 1798     |
| 31   | Jean Rousseau (1738–1813)                                 |         | 20 stycznia 1798     | 19 lutego 1798       |
| 32   | Pardoux Bordas (1748–1842)                                |         | 19 lutego 1798       | 21 marca 1798        |
| 33   | Étienne Mollevaut (1744–1816)                             |         | 21 marca 1798        | 20 kwietnia 1798     |
| 34   | Jacques Poisson de Coudreville (1746–1821))               |         | 20 kwietnia 1798     | 20 maja 1798         |
| (7)  | Claude Ambroise Régnier (1736–1814)                       |         | 20 maja 1798         | 19 czerwca 1798      |
| (26) | Jean-Antoine Marbot (1754–1800)                           |         | 19 czerwca 1798      | 19 lipca 1798        |
| 35   | Étienne Majanaud Bizefranc de Lavaux (1751–1828)          |         | 19 lipca 1798        | 18 sierpnia 1798     |
| 36   | Pierre Antoine Lalloy (1749–1846)                         |         | 18 sierpnia 1798     | 23 września 1798     |
| 37   | Benoît Michel Decomberousse (1754–1841)                   |         | 23 września 1798     | 22 października 1798 |
| 38   | Emmanuel Pérès de Lagesse (1752–1833)                     |         | 22 października 1798 | 21 listopada 1798    |
| 39   | Jean-Augustin Moreau de Vormes (?–?)                      |         | 21 listopada 1798    | 21 grudnia 1798      |
| 40   | Jean-Baptiste Perrin des Vosges (1754–1815)               |         | 21 grudnia 1798      | 20 stycznia 1799     |
| 41   | Dominique Joseph Garat (1749–1833)                        |         | 20 stycznia 1799     | 19 lutego 1799       |
| 42   | Jean-Aimé Delacoste (1740–1815)                           |         | 19 lutego 1799       | 21 marca 1799        |
| 43   | Mathieu Depère (1746–1825)                                |         | 21 marca 1799        | 20 kwietnia 1799     |
| 44   | Claude-Pierre de Delay d’Agier (1750–1827)                |         | 20 kwietnia 1799     | 20 maja 1799         |
| 45   | Charles Claude Christophe Gourdan (1744–1804)             |         | 20 maja 1799         | 19 czerwca 1799      |
| (3)  | Pierre-Charles-Louis Baudin (1748–1799))                  |         | 19 czerwca 1799      | 19 lipca 1799        |
| 46   | Louis-Thibaut Dubois-Dubais (1743–1834)                   |         | 19 lipca 1799        | 18 sierpnia 1799     |
| 47   | Mathieu-Augustin Cornet (1750–1832)                       |         | 18 sierpnia 1799     | 24 września 1799     |
| 48   | Joseph Cornudet des Chaumettes (1755–1834)                |         | 24 września 1799     | 23 października 1799 |
| 49   | Louis-Nicolas Lemercier (1755–1849)                       |         | 23 października 1799 | 10 listopada 1799    |

### Konsulat(1799–1804)
Przewodniczący Senatu Konserwatywnego
| # | Imię i Nazwisko                            | Portret | Kadencja         | Kadencja         |
| # | Imię i Nazwisko                            | Portret | Od               | Do               |
| - | ------------------------------------------ | ------- | ---------------- | ---------------- |
| 1 | Emmanuel-Joseph Sieyès (1748–1836)         |         | 27 grudnia 1799  | 13 lutego 1800   |
| 2 | François Barthélemy (1747–1830)            |         | 13 lutego 1800   | 27 lutego 1801   |
| 3 | François Denis Tronchet (1726–1806)        |         | 27 lutego 1801   | 2 sierpnia 1801  |
| 4 | François Christophe Kellermann (1735–1820) |         | 2 sierpnia 1801  | 18 stycznia 1802 |
| 5 | Louis-Nicolas Lemercier (1755–1849)        |         | 18 stycznia 1802 | 4 sierpnia 1802  |

### I Cesarstwo Francuskie(1804–1814)
Przewodniczący Senatu Konserwatywnego
| #   | Imię i Nazwisko                                   | Portret | Kadencja     | Kadencja         |
| #   | Imię i Nazwisko                                   | Portret | Od           | Do               |
| --- | ------------------------------------------------- | ------- | ------------ | ---------------- |
| 1   | Nicolas-Louis François de Neufchâteau (1750–1828) |         | 19 maja 1804 | 19 maja 1806     |
| 2   | Gaspard Monge (1746–1818)                         |         | 19 maja 1806 | 1 lipca 1807     |
| 3   | Bernard Germain de Lacépède (1756–1825)           |         | 1 lipca 1807 | 1 lipca 1808     |
| 4   | Jean-Denis-René de Saint-Vallier (1756–1824)      |         | 1 lipca 1808 | 1 lipca 1809     |
| 5   | Germain Garnier (1754–1821)                       |         | 1 lipca 1809 | 1 lipca 1811     |
| (3) | Bernard Germain de Lacépède (1756–1825)           |         | 1 lipca 1811 | 1 lipca 1813     |
| 6   | François Barthélemy (1747–1830)                   |         | 1 lipca 1813 | 14 kwietnia 1814 |

### Restauracja Burbonów(1814–1830)
Przewodniczący Izba Parów
| # | Imię i Nazwisko                              | Portret | Kadencja             | Kadencja        |
| # | Imię i Nazwisko                              | Portret | Od                   | Do              |
| - | -------------------------------------------- | ------- | -------------------- | --------------- |
| 1 | Charles-Henri Dambray (1760-1829)            |         | 4 czerwca 1814       | 20 marca 1815   |
| 2 | Jean-Jacques-Régis de Cambacérès (1753-1824) |         | 2 czerwca 1815       | 7 lipca 1815    |
| 3 | Charles-Henri Dambray (1760–1829)            |         | 12 października 1815 | 12 grudnia 1829 |
| 4 | Claude-Emmanuel de Pastoret (1755–1840)      |         | 17 grudnia 1829      | 3 sierpnia 1830 |

### Monarchia lipcowa(1830–1848)
Przewodniczący Izba Parów
| # | Imię i Nazwisko                    | Portret | Kadencja        | Kadencja       |
| # | Imię i Nazwisko                    | Portret | Od              | Do             |
| - | ---------------------------------- | ------- | --------------- | -------------- |
| 1 | Étienne-Denis Pasquier (1767–1862) |         | 3 sierpnia 1830 | 24 lutego 1848 |

### II Cesarstwo Francuskie(1852–1870)
Przewodniczący Senatu
| # | Imię i Nazwisko                       | Portret | Kadencja         | Kadencja          | Partia polityczna | Partia polityczna |
| # | Imię i Nazwisko                       | Portret | Od               | Do                | Partia polityczna | Partia polityczna |
| - | ------------------------------------- | ------- | ---------------- | ----------------- | ----------------- | ----------------- |
| 1 | Jérôme Bonaparte (1784–1860)          |         | 28 stycznia 1852 | 30 listopada 1852 |                   | Bonapartyści      |
| 2 | Raymond-Theodore Troplong (1795–1869) |         | 30 grudnia 1852  | 1 marca 1869 †    |                   | Bonapartyści      |
| 3 | Adrien Marie Devienne (1802–1883)     |         | 3 marca 1869     | 20 lipca 1869     |                   | Bonapartyści      |
| 4 | Eugène Rouher (1814–1884)             |         | 20 lipca 1869    | 4 września 1870   |                   | Bonapartyści      |

### III Republika Francuska(1870–1940)
Przewodniczący Senatu
| #  | Imię i Nazwisko                          | Portret | Kadencja         | Kadencja         | Partia polityczna | Partia polityczna                  |
| #  | Imię i Nazwisko                          | Portret | Od               | Do               | Partia polityczna | Partia polityczna                  |
| -- | ---------------------------------------- | ------- | ---------------- | ---------------- | ----------------- | ---------------------------------- |
| 1  | Gaston Audiffret-Pasquier (1823–1905)    |         | 13 marca 1876    | 15 stycznia 1879 |                   | Legitymista                        |
| 2  | Louis Martel (1813–1892)                 |         | 15 stycznia 1879 | 25 maja 1880     |                   | Umiarkowani republikanie           |
| 3  | Léon Say (1826–1896)                     |         | 25 maja 1880     | 30 stycznia 1882 |                   | Umiarkowani republikanie           |
| 4  | Philippe Le Royer (1816–1897)            |         | 2 lutego 1882    | 24 lutego 1893   |                   | Umiarkowani republikanie           |
| 5  | Jules Ferry (1832–1893)                  |         | 24 lutego 1893   | 17 marca 1893    |                   | Umiarkowani republikanie           |
| 6  | Paul-Armand Challemel-Lacour (1827–1896) |         | 27 marca 1893    | 16 stycznia 1896 |                   | Umiarkowani republikanie           |
| 7  | Émile Loubet (1838–1929)                 |         | 16 stycznia 1896 | 21 lutego 1899   |                   | Umiarkowani republikanie           |
| 8  | Armand Fallières (1841–1931)             |         | 3 marca 1899     | 13 lutego 1906   |                   | Demokratyczny Sojusz Republikański |
| 9  | Antonin Dubost (1844–1921)               |         | 16 lutego 1906   | 14 stycznia 1920 |                   | Bezpartyjny                        |
| 10 | Léon Bourgeois (1851–1925)               |         | 14 stycznia 1920 | 22 lutego 1923   |                   | PRRRS                              |
| 11 | Gaston Doumergue (1863–1937)             |         | 22 lutego 1923   | 17 czerwca 1924  |                   | PRRRS                              |
| 12 | Justin de Selves (1848–1934)             |         | 19 czerwca 1924  | 14 stycznia 1927 |                   | Sojusz Republikański               |
| 13 | Paul Doumer (1857–1932)                  |         | 14 stycznia 1927 | 11 czerwca 1931  |                   | Bezpartyjny                        |
| 14 | Albert Lebrun (1871–1950)                |         | 11 czerwca 1931  | 3 czerwca 1932   |                   | Sojusz Republikański               |
| 15 | Jules Jeanneney (1864–1957)              |         | 3 czerwca 1932   | 10 lipca 1940    |                   | PRRRS                              |

### IV Republika Francuska(1946–1958)
Przewodniczący Rady Republiki
| # | Imię i Nazwisko                         | Portret | Kadencja        | Kadencja            | Partia polityczna | Partia polityczna |
| # | Imię i Nazwisko                         | Portret | Od              | Do                  | Partia polityczna | Partia polityczna |
| - | --------------------------------------- | ------- | --------------- | ------------------- | ----------------- | ----------------- |
| 1 | Auguste Champetier de Ribes (1882–1947) |         | 27 grudnia 1946 | 6 marca 1947        |                   | MRP               |
| 2 | Gaston Monnerville (1897–1991)          |         | 18 marca 1947   | 4 października 1958 |                   | PRRRS             |

### V Republika Francuska(od 1958)
Przewodniczący Senatu
| #   | Imię i Nazwisko                | Portret | Kadencja            | Kadencja            | Partia polityczna | Partia polityczna |
| #   | Imię i Nazwisko                | Portret | Od                  | Do                  | Partia polityczna | Partia polityczna |
| --- | ------------------------------ | ------- | ------------------- | ------------------- | ----------------- | ----------------- |
| 1   | Gaston Monnerville (1897–1991) |         | 4 października 1958 | 2 października 1968 |                   | PRRRS             |
| 2   | Alain Poher (1909–1996)        |         | 2 października 1968 | 2 października 1992 |                   | CD, UDF-CDS       |
| 3   | René Monory (1923–2009)        |         | 2 października 1992 | 1 października 1998 |                   | UDF-CDS, UDF-FD   |
| 4   | Christian Poncelet (1928–2020) |         | 2 października 1998 | 1 października 2008 |                   | RPR/UMP           |
| 5   | Gérard Larcher (ur. 1949)      |         | 1 października 2008 | 1 października 2011 |                   | UMP               |
| 6   | Jean-Pierre Bel (ur. 1951)     |         | 1 października 2011 | 30 września 2014    |                   | PS                |
| (5) | Gérard Larcher (ur. 1949)      |         | 1 października 2014 | nadal               |                   | UMP/LR            |